# Ascálafo (argonauta)
Ascálafo é um personagem da Mitologia Greco-Romana.

## História
Filho de Ares e Astiosquéia. Irmão de Iálmeno. Integrou a expedição dos Argonautas em busca do Velocino de Ouro.